# Gianni Hecht Lucari
Gianni Hecht Lucari (Vienna, 5 settembre 1922 – Roma, 27 agosto 1998) è stato un produttore cinematografico e produttore televisivo italiano.
Ha vinto il David di Donatello come miglior produttore per i film La ragazza con la pistola (regia di Mario Monicelli, 1968), Metello (regia di Mauro Bolognini, 1970), Il giardino dei Finzi Contini (regia di Vittorio De Sica, 1970) e Il prefetto di ferro (regia di Pasquale Squitieri, 1977).
Nel 1972 Il giardino dei Finzi Contini vince il Premio Oscar per il miglior film straniero.

## Biografia
Nasce a Vienna da una famiglia con ascendenze ebraiche e francesi. Durante la seconda guerra mondiale milita nell'esercito britannico come ufficiale dei servizi segreti.
Nel 1950 crea una sua società di produzione, la Documento Film, con cui realizza cortometraggi, documentari e programmi televisivi. Di area democristiana, negli anni cinquanta la Documento Film è al centro di numerose polemiche per i finanziamenti statali ottenuti. All'inizio degli anni cinquanta comincia a produrre lungometraggi di finzione, fra cui Un giorno in pretura, regia di Steno (1953). Dai primi anni sessanta fino a quasi la fine degli anni settanta, la fortunata collaborazione con il produttore cinematografico Fausto Saraceni porterà la Documento Film all'apice con pellicole di grande successo.
Fino al 1980 produrrà una cinquantina di titoli per il cinema, prevalentemente commedie e film collettivi, lavorando con registi come Steno, Carmine Gallone, Alessandro Blasetti, Raffaello Matarazzo, Claude Autant-Lara, Luigi Zampa, Mario Camerini, Alberto Lattuada, Roberto Rossellini, Antonio Pietrangeli, Mario Monicelli, Elio Petri, Mauro Bolognini, Luigi Comencini, Dino Risi, Nanni Loy, Ettore Scola, Vittorio De Sica e Pasquale Squitieri.
In seguito si dedica alla produzione di film e serie TV, fra cui Piazza di Spagna del 1992.

## Filmografia
- Cinque poveri in automobile, regia di Mario Mattoli (1952)
- Dieci anni della nostra vita, regia di Romolo Marcellini – documentario (1953)
- Siamo tutti inquilini, regia di Mario Mattoli (1953).
- Un giorno in pretura, regia di Steno (1953)
- Casa Ricordi, regia di Carmine Gallone (1954)
- Casta Diva, regia di Carmine Gallone (1954)
- Peccato che sia una canaglia, regia di Alessandro Blasetti (1954)
- Proibito, regia di Mario Monicelli (1954)
- Prima del diluvio (Avant le déluge), regia di André Cayatte (1954)
- La schiava del peccato, regia di Raffaello Matarazzo (1954)
- L'uomo e il diavolo (Le rouge et le noir), regia di Claude Autant-Lara (1954)
- L'arte di arrangiarsi, regia di Luigi Zampa (1955)
- Bravissimo, regia di Luigi Filippo D'Amico (1955)
- Tam tam Mayumbe, regia di Gian Gaspare Napolitano (1955)
- La fortuna di essere donna, regia di Alessandro Blasetti (1956)
- Moderato cantabile, regia di Peter Brook (1960)
- Saffo, venere di Lesbo, regia di Pietro Francisci (1960)
- Il sangue e la rosa, regia di Roger Vadim (1960)
- Via Margutta, regia di Mario Camerini (1960)
- Capitan Fracassa (Le Capitaine Fracasse), regia di Pierre Gaspard-Huit (1961)
- L'imprevisto, regia di Alberto Lattuada (1961)
- Laura nuda, regia di Nicolò Ferrari (1961)
- Il giustiziere dei mari, regia di Domenico Paolella (1962)
- Anima nera, regia di Roberto Rossellini (1962)
- La parmigiana, regia di Antonio Pietrangeli (1963)
- La banda Casaroli, regia di Florestano Vancini (1963)
- Alta infedeltà, regia di Mario Monicelli, Elio Petri, Franco Rossi e Luciano Salce (1964)
- Le bambole, regia di Mauro Bolognini, Luigi Comencini, Dino Risi e Franco Rossi (1965)
- I complessi, regia di Luigi Filippo D'Amico, Dino Risi e Franco Rossi (1965)
- Made in Italy, regia di Nanni Loy (1965)
- I nostri mariti, regia di Luigi Filippo D'Amico, Dino Risi e Luigi Zampa (1966)
- Le fate, regia di Mauro Bolognini, Mario Monicelli, Antonio Pietrangeli e Luciano Salce (1966)
- Wanted, regia di Giorgio Ferroni (1967)
- Le dolci signore, regia di Luigi Zampa (1968)
- La ragazza con la pistola, regia di Mario Monicelli (1968)
- ...e per tetto un cielo di stelle, regia di Giulio Petroni (1968)
- Riusciranno i nostri eroi a ritrovare l'amico misteriosamente scomparso in Africa?, regia di Ettore Scola (1968)
- Come, quando, perché, regia di Antonio Pietrangeli e Valerio Zurlini (1969)
- H2S, regia di Roberto Faenza (1969)
- Amore mio aiutami, regia di Alberto Sordi (1969)
- Lovemaker - L'uomo per fare l'amore (Lovemaker), regia di Ugo Liberatore (1969)
- Metello, regia di Mauro Bolognini (1970)
- Cerca di capirmi, regia di Mariano Laurenti (1970)
- Il giardino dei Finzi Contini, regia di Vittorio De Sica (1970)
- Le coppie, regia di Vittorio De Sica, Mario Monicelli, Alberto Sordi (1970)
- Detenuto in attesa di giudizio, regia di Nanni Loy (1971)
- Bello, onesto, emigrato Australia sposerebbe compaesana illibata, regia di Luigi Zampa (1971)
- Imputazione di omicidio per uno studente, regia di Mauro Bolognini (1972)
- Anastasia mio fratello, regia di Steno (1973)
- Amore e ginnastica, regia di Luigi Filippo D'Amico (1973)
- Sistemo l'America e torno, regia di Nanni Loy (1974)
- L'arbitro, regia di Luigi Filippo D'Amico (1974)
- I guappi, regia di Pasquale Squitieri (1974)
- Delitto d'amore, regia di Luigi Comencini (1974)
- San Pasquale Baylonne protettore delle donne, regia di Luigi Filippo D'Amico (1976)
- Caro Michele, regia di Mario Monicelli (1976)
- L'eredità Ferramonti, regia di Mauro Bolognini (1976)
- Il prefetto di ferro, regia di Pasquale Squitieri (1977)
- Dove vai in vacanza?, regia di Mauro Bolognini, Luciano Salce e Alberto Sordi (1978)
- Io e Caterina, regia di Alberto Sordi (1980)
- Caccia al ladro d'autore – serie TV (1985)
- L'ingranaggio, regia di Silverio Blasi – film TV (1987)
- Piazza di Spagna – serie TV (1992)
- Linda e il brigadiere – serie TV (1997)